# 魯氏魮
魯氏魮（学名：Barbus rouxi）為輻鰭魚綱鯉形目鯉科的其中一個種。該物種於1961年由Jacques Daget描述，分布於非洲剛果Niari河流域，體長可達5.7公分。

## 扩展阅读
維基物種上的相關：魯氏魮